# Arthur Arz von Straussenburg
Arthur Arz von Straussenburg (Sibiu, 16 giugno 1857 – Budapest, 1º giugno 1935) è stato un generale austro-ungarico e dal 1917 al 1918 ultimo Capo di stato maggiore delle Forze armate dell'Impero austro-ungarico.

## Biografia

### I primi anni
Nato da una famiglia di origini sassoni ma residente in Transilvania ed appartenente al circolo dei nobili delle "Sette montagne". Suo padre, Albert Arz von Straussenburg era curato evangelico e membro della Casa dei Magnati come deputato. Il giovane Arthur frequentò le scuole a Sibiu ed a Dresda, ottenendo successivamente all'università della capitale sassone la laurea in legge. Dopo questo entrò in servizio permanente nell'esercito comune come Feldjäger nel 1876.

### L'inizio della carriera
Dopo il primo anno di servizio regolare, Arz venne posto in riserva come ufficiale in esame, ricevendo il grado di Luogotenente nel 1878.

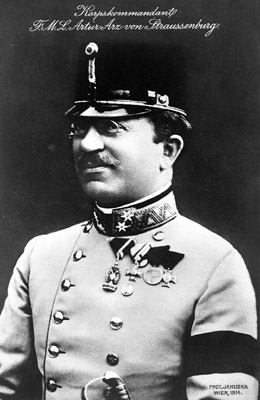
Arz come Luogotenente-Feldmaresciallo nel 1912

Ottenuto il rango di Oberleutnant frequentò l'accademia di guerra di Vienna dal 1885 al 1887 dopo la quale venne assegnato allo stato maggiore generale nel 1888. Promosso al rango di capitano ed assegnato allo staff di corpo divenne aiutante di campo del Feldzeugmeister barone Schönfelda e tornò nuovamente allo stato maggiore generale nel 1898 dove rimase sino al 1908.
Già promosso al rango di maggiore, Arz venne promosso luogotenente colonnello ed affiliato al 2º Corpo comandato dall'arciduca Eugenio. Promosso colonnello il 1º maggio 1902 venne nominato al boureau dello stato maggiore generale, dipartimento cui fu posto a capo già dal maggio del 1903. Nel 1903, inoltre, sposò la nobildonna ungherese Stefanie Tomka von Tomkahaza und Falkusfalva con la quale ebbe una figlia.
Nel 1908 venne nuovamente promosso questa volta al rango di maggiore generale, ricevendo nel contempo il comando della 61ª Brigata di fanteria. Nel 1912 venne promosso al grado di generale di divisione e gli venne affidata la 51ª Divisione di fanteria di stanza a Miskolc. Poco dopo ottenne il grado di feldmaresciallo-luogotenente e nel 1913 venne assegnato al ministero della guerra di Vienna.

### La prima guerra mondiale

#### Lo scoppio
Allo scoppio della guerra nell'estate del 1914, von Straussenburg richiese un trasferimento al fronte e gli venne nuovamente assegnata la 15ª Divisione di fanteria con la quale partecipò alla Battaglia di Komarów. Immediatamente dopo, il 7 settembre di quell'anno, Arz ottenne il comando del 6º Corpo d'armata col quale profuse grande energia durante la Battaglia di Limanowa dove le sue unità ebbero un ruolo come parte della 4ª Armata. Distintosi nella Battaglia di Gorlice-Tarnów, venne assegnato alla fortezza di Brest-Litowsk nell'estate del 1915. Nel settembre di quello stesso anno venne promosso al rango di generale di fanteria dopo essersi distinto nei combattimenti con le truppe di August von Mackensen di cui si guadagnò il rispetto e il riconoscimento dell'abilità come comandante.

#### La campagna in Romania
Con l'improvvisa entrata in guerra della Romania al fianco della Triplice intesa, Arz lasciò il comando del 6º Corpo e si precipitò alla guida della 1ª Armata, nuovamente riorganizzata dal 16 agosto 1916. Giunto a Klausenburg in mancanza di forze sufficienti a mantenere la linea di confine coi territori rumeni, sembrò ormai disperare del successo.

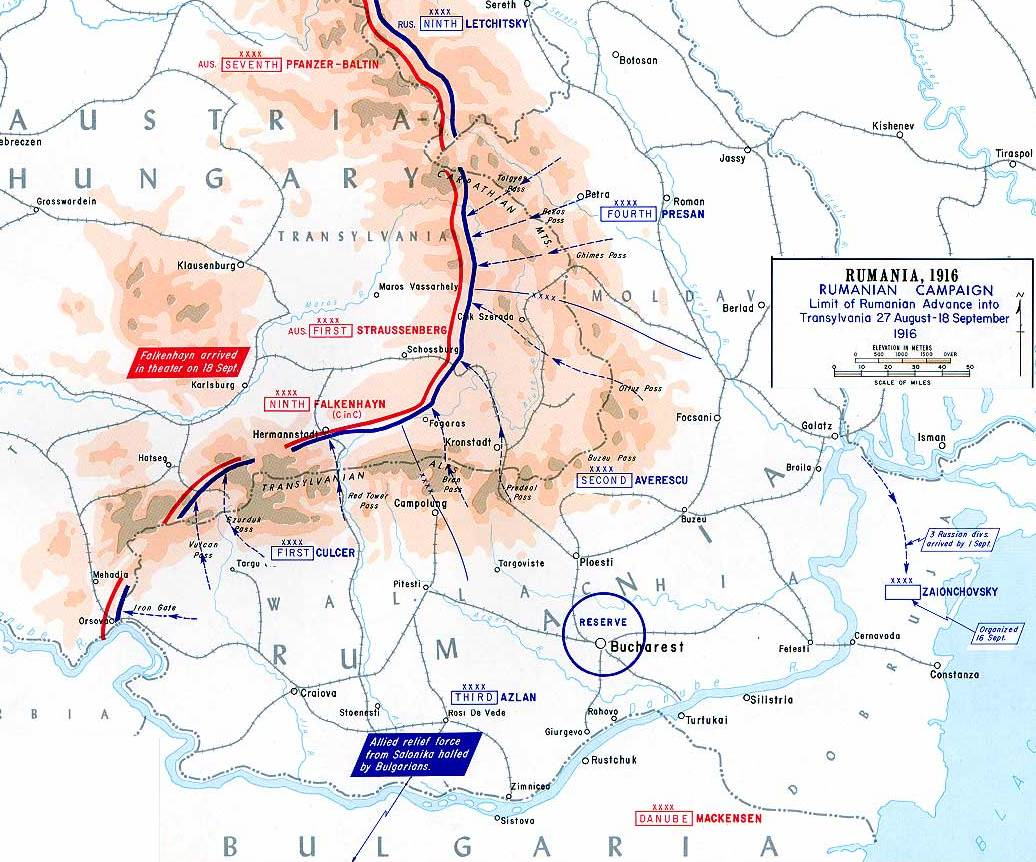
Disposizione delle forze rumene in Austria-Ungheria nell'agosto del 1916

Le forze rumene attraversarono il confine il 28 agosto 1916 con sei corpi separati che fecero pressione sui sei passi montani dei Carpazi per convergere a Brașov. Arz, per controbattere questa offensiva, diede ordine alla 71ª Divisione di fanteria ed alla 141ª e 142ª Brigata di portarsi sul settore degli scontri. Simultaneamente, però, l'armata settentrionale rumena si portò ad avanzare in Moldavia e ad est dei Carpazi di modo da aprire la strada alle truppe russe che stavano guadagnando terreno.
In cooperazione con la 9ª Armata tedesca, Arz riuscì ad arrestare l'avanzata dei rumeni ed a riportare l'esercito nemico entro i propri confini di Stato, azione lodata dal nuovo imperatore Carlo I d'Austria e dal comandante Franz Conrad von Hötzendorf il quale scrisse "egli ha dato prova di essere un capo energico e risoluto nelle più difficili situazioni..." mentre il comandante Boroević lo descrisse come "onorabile, di carattere nobile, decisamente fuori dal comune...".
Arz rimase in carica nella 1ª armata sino al febbraio del 1917 dopo che si conclusero la maggior parte delle grandi azioni in Romania, collaborando sempre con il comandante tedesco della 9ª armata, Erich von Falkenhayn.

#### Capo dello stato maggiore generale

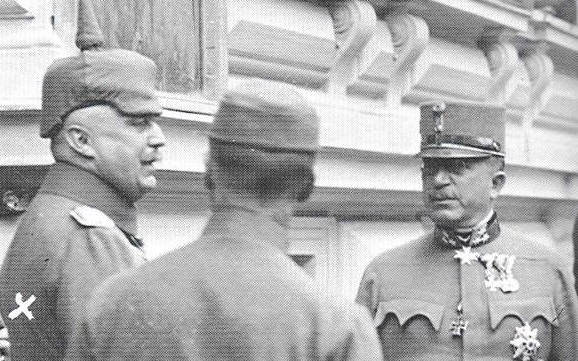
Arz (a destra) con Erich Ludendorff (a sinistra) nel quartier generale di Baden bei Wien, 1917

L'Imperatore Carlo I, succeduto a Francesco Giuseppe d'Austria il 21 novembre 1916 lo mise al posto di Conrad vedendolo come l’uomo ideale per non dare ombra all’imperatore, un fedele servitore e un politico accomodante a cui non dispiaceva oltretutto lavorare in maniera defilata.
Arz fece tutto il possibile per compiacere i desideri dell'Imperatore a tal punto che nel marzo del 1917 venne nominato consigliere privato di Carlo I in materia bellica. I suoi consigli, nell'ultima parte del primo conflitto mondiale, da un lato fecero in modo che crescesse il controllo tedesco sulle armate austro-ungariche, ma dall'altro favorirono un gran numero di vittorie tra la primavera e l'estate del 1917, tra cui quelle in Galizia e in Bucovina e ovviamente nella Battaglia di Caporetto nell'autunno dello stesso anno.
Promosso al rango di Generaloberst il 26 febbraio 1918 ed elevato al rango nobiliare di Barone quello stesso anno, Arz pianificò l'invasione dell'Italia che venne tentata nell'estate del 1918, dopo che la Russia, per la rivoluzione, aveva dovuto rinunciare alla partecipazione nel conflitto. Egli prese parte personalmente alla Battaglia del Piave nel giugno del 1918, ma l'operazione non ebbe il successo sperato ed Arz si prese la piena responsabilità del fallimento dell'invasione dell'Italia, offrendo anche il proprio licenziamento, che comunque l'Imperatore non accettò. Nell'ottobre del 1918 vide il decisivo tracollo delle truppe imperiali, con la firma dell'armistizio per prevenire altre rovinose perdite umane.

#### La fine della guerra
A Villa Giusti, il 3 novembre 1918, si tennero le trattative di pace tra l'Italia e l'Austria.
Precedentemente, durante la notte tra il 2 e il 3 novembre, l'Imperatore fino a quel momento comandante supremo delle forze armate, onde evitare di prendersi l’onere e la vergogna di dover sostenere le trattative di pace, con una nota scritta nominò Arz quale suo successore ma egli rifiutò. L'incarico passò allora a Hermann Kövess von Kövessháza.

### Dopo la guerra

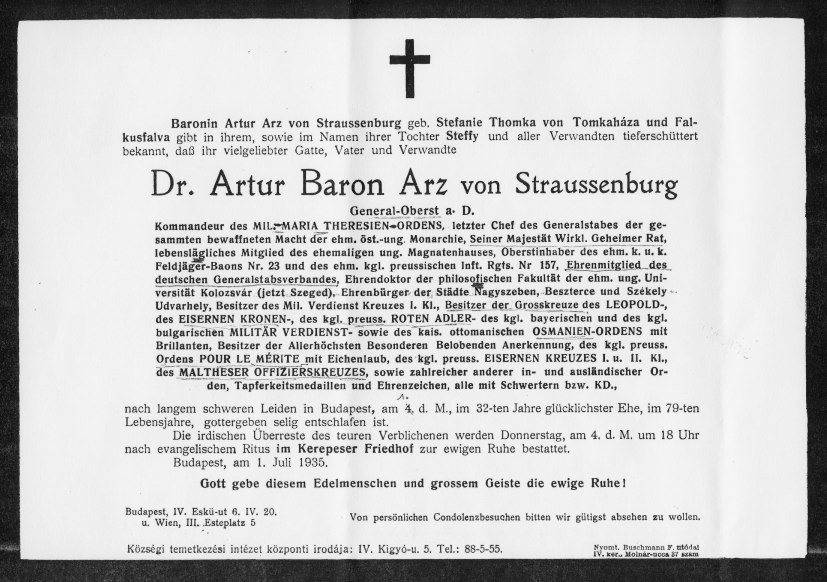
La carta funebre del generale Arz von Straussenberg nel 1935

Dopo il tracollo, Arz visse a Vienna, dal momento che si rifiutò categoricamente di rimettere piede nella sua madrepatria dopo che Transilvania e Bukovina vennero annesse alla Romania. Tecnicamente cittadino ungherese ma residente in Austria, il governo della sua madrepatria non volle riconoscergli una pensione, ed in un primo tempo egli visse al limite della povertà, ricevendo sostentamento da un fondo di supporto organizzato in suo favore da alcuni suoi camerati. Nel 1926, però, l'Ungheria stabilì per lui l'assegnazione di una pensione a condizione che fosse però egli stesso a ritirarla ogni volta a Budapest.
Fu proprio durante uno di questi suoi soggiorni a Budapest che Arthur Arz von Straussenburg ebbe un attacco di cuore e morì, il 1º luglio 1935, venendo sepolto nel cimitero Kerepester di Budapest coi massimi onori militari.
Durante gli ultimi anni si dedicò anche alla scrittura, redigendo memorie e scritti storici sulla Grande guerra ma, a differenza di molti suoi contemporanei, si astenne dal dare giudizi a livello politico.

## Opere
- von Straussenburg, A. Arz, "Storia della grande guerra 1914-1918", 1924, Vienna
- von Straussenburg, A. Arz, "Lotta e caduta degli imperi", 1935, Vienna e Lipsia